# Nyssia extincta
Nyssia extincta là một loài bướm đêm trong họ Geometridae.